# Święcica (powiat staszowski)
Święcica – wieś w Polsce położona w województwie świętokrzyskim, w powiecie staszowskim, w gminie Rytwiany.
W latach 1975–1998 miejscowość należała administracyjnie do województwa tarnobrzeskiego.

## Dawne części wsi – obiekty fizjograficzne
W latach 70. XX wieku przyporządkowano i opracowano spis lokalnych części integralnych dla Święcicy zawarty w tabeli 1.

| Nazwa wsi – miasta     | Nazwy części wsi – miasta | Nazwy obiektów fizjograficznych – charakter obiektu |
| ---------------------- | ------------------------- | --- |
| I. Gromada SICHÓW DUŻY |                           | |
| 1. Święcica            | —                         | 1. Błonie — pole, łąka 2. Dodawki — pole 3. Glinki — pole 4. Granice — pole 5. Klin — pole, łąka 6. Kozieniec — staw 7. Kruszyna — pole 8. Olszyny — pole |